# Henry Peavey
Henry Peavey, född 3 mars 1882, död 27 december 1931 i San Francisco i USA, var kock och betjänt hos William Desmond Taylor. Peavy arbetade hos William Taylor i sex månader innan William Taylor mödades 1922. 

## Anställning hos William Taylor
Innan han började arbeta hos William Desmond Taylor, var Henry Peavy anställd av Christy Cabannes fru. Henry Peavy anställdes av William Taylor sedan tidigare betjänten, Edward F. Sands, avskedats för att ha förfalskat underteckningar.
Tre dagar innan mordet på William Taylor, hade Henry Peavey arresterats för "löstdriveri"". Dagen efter mordet på William Taylor den 1 februari 1922, hade William Taylor kallats till domstol på Henry Peaveys begäran.

### William Taylors död
Henry Peavey upptäckte William Taylors kropp klockan 07:30 på morgonen den 2 februari 1922. Han utfrågades av polisen.  Vissa reportrar menade att Henry Peavey undanhåll information, och kidnappade honom under några veckors tid och försökte få honom att erkänna.
I en intervju 1930 menade Henry Peavey att Mabel Normand mördade William Taylor.

## Död
Några månader efter William Taylors mord, lämnade Henry Peavey Los Angeles och åkte till San Francisco. 1930 fördes han till Napa State Hospital, och behandlades för syfilis. Han avled där 1931.

### Fotnoter
1. ↑  "Meet Henry Peavey", Los Angeles Record (February 13, 1922), återtryckt i Taylorology 86.
2. ↑  Starr, Kevin (1985). Inventing the Dream:California through the Progressive Era. Oxford University Press. sid. 327. ISBN 0-199-92326-4
3. ↑  "Valet in Court on Vagrancy Charge", Los Angeles Record (February 3, 1922), återtryckt i Taylorology 60.
4. ↑  Los Angeles Times (February 22, 1922), återtryckt i Taylorology 6.  For the perspective of one of the kidnappers, see Florabel Muir, Headline Happy (Holt, 1950), pp. 100-102.
5. ↑  Los Angeles Record (January 7, 1930). This is examined much further in "Why Taylor's Servant Thought Mabel Normand was the Killer", Taylorology 10.
6. ↑  Higham, Charles (2006). Murder in Hollywood: Solving a Silent Screen Mystery. Terrace Books. sid. 189. ISBN 0-299-20364-6
7. ↑  'Los Angeles Times (May 11, 1937).
8. ↑  ”Taylor Valet Hunt Opens. Fitts Aide Desires to Question Peavey on New Developments.”. Los Angeles Times. 9 maj 1937. Läst 21 juli 2007.  ”Search for Henry Peavey, former Negro valet for William Desmond Taylor, was instituted by the District Attorney's office yesterday as the reopened investigation into the murder of the once famous motion-picture director took on added intensity.”